# Mérou céleste
Cephalopholis argus
Espèce
Synonymes
Cromileptes argus
Statut de conservation UICN

 LC  : Préoccupation mineure
Le Mérou céleste (Cephalopholis argus) est une espèce de poissons de la famille des Serranidae.

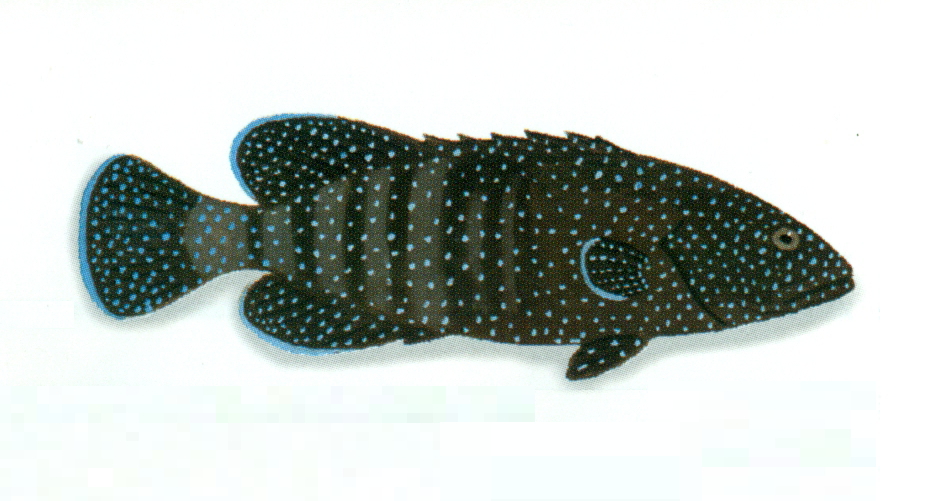
Dessin de mérou céleste
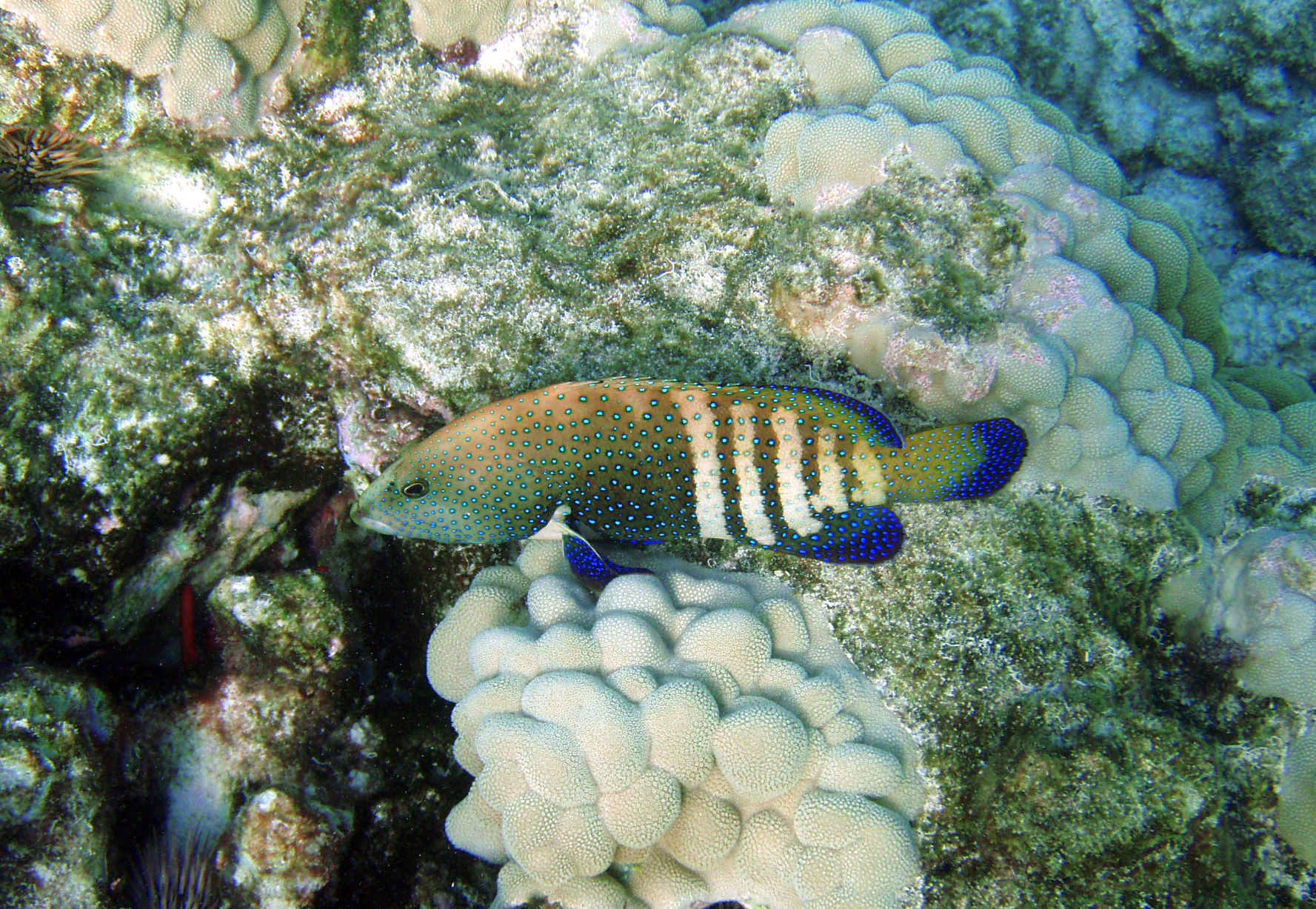
à Kona
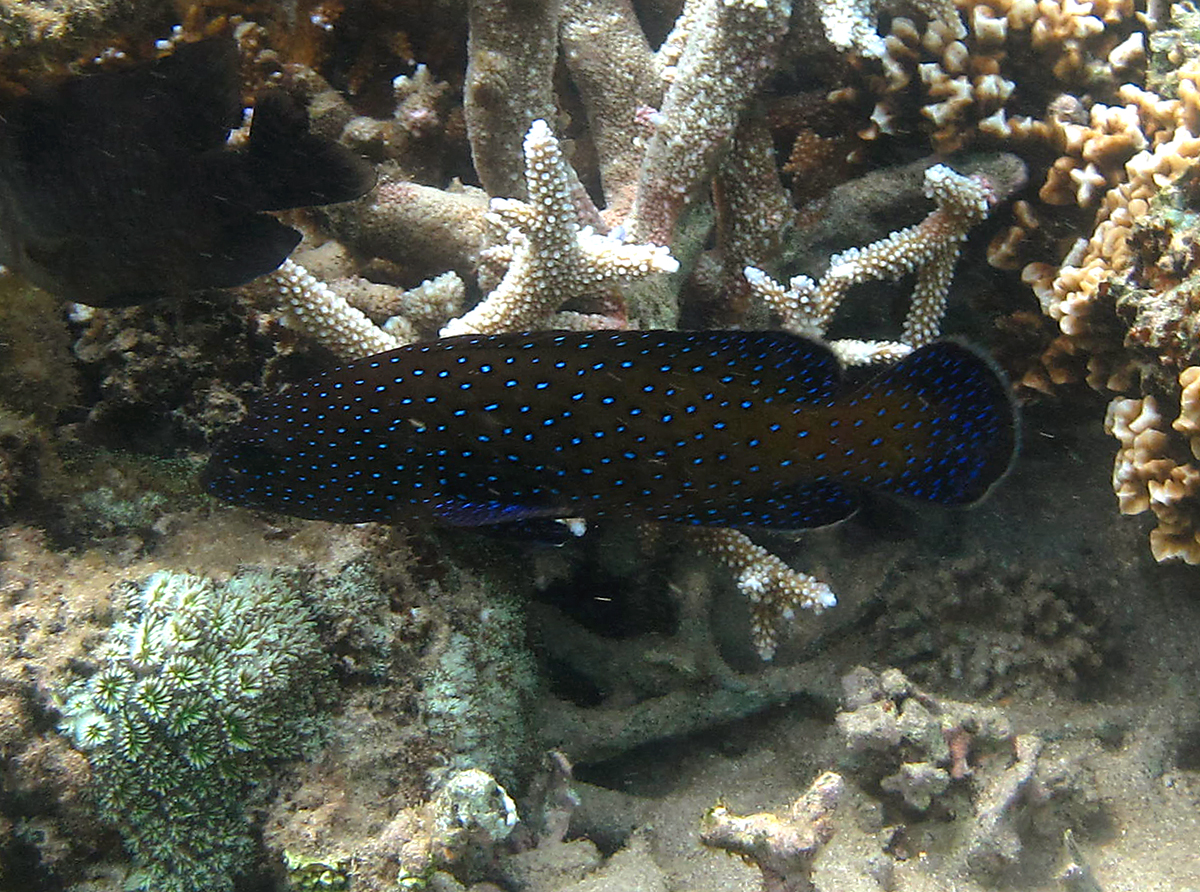
à  La Réunion.